# Herman van Remmen
Hermanus Gerrit Joseph (Herman) van Remmen (Velp, 3 maart 1889 – Den Haag, 13 juni 1967) was een Nederlands beeldhouwer.

## Leven en werk
Herman van Remmen was een zoon van stukadoor Hermanus Hendrikus van Remmen en Catharina Margaretha Wigman. Hij werd opgeleid bij het Genootschap Kunstoefening in Arnhem en studeerde beeldhouwkunst bij onder anderen August Falise aan de Academie van Beeldende Kunsten in Den Haag. Hij trouwde in 1912 met Adriana Helena Josephina Jorink. Uit dit huwelijk werd beeldhouwer Gerard van Remmen geboren.
Van Remmen was lid van het 'Genootschap van R.K. kunstenaars' en kreeg meerdere opdrachten voor onder meer sculpturen van heiligen van diverse roomse kerken en instellingen. In 1933 maakte hij voor de nieuwe Sint-Franciscuskerk in de stad Groningen een beeld van Franciscus van Assisi, aan de kerktoren, en een piëta. Tien jaar later maakte hij voor het interieur beelden van Antonius van Padua, Gerardus Majella, Jozef, Theresia en (opnieuw) Franciscus van Assisi.
Na de Tweede Wereldoorlog maakte hij een aantal oorlogsmonumenten: Voor het katholieke ziekenhuis (later: Westeinde Ziekenhuis en sinds 2019 Haaglanden Medisch Centrum) in Den Haag maakte hij in 1947 een beeld van de aartsengel Michaël (in 1979 herplaatst naar achterzijde ziekenhuis). Het monument de Goede Herder ter herinnering aan oorlogsslachtoffers in 's-Heerenberg werd 12 december 1948 onthuld door kardinaal de Jong
De kunstenaar woonde en werkte van 1912 tot zijn dood in 1967 in Den Haag.

## Enkele werken
- Sint Ludgerus en Sint Bonifatius (1927), R.K. Sint-Bonifatiuskerk in Wehe-den Hoorn
- Sint Franciscus (1933), Sint-Franciscuskerk in Groningen
- Herdenkingsmonument (1945), Sint-Willibrorduskerk in Steenderen
- Sint Michaël (1947), oorlogsmonument 1940-1945 in Den Haag
- De Goede Herder (1948), oorlogsmonument Lengelseweg in 's-Heerenberg
- Heilige Lambertus in aanbidding voor het H.Hart (1933) Vorstenbosch